# Polineuropatía

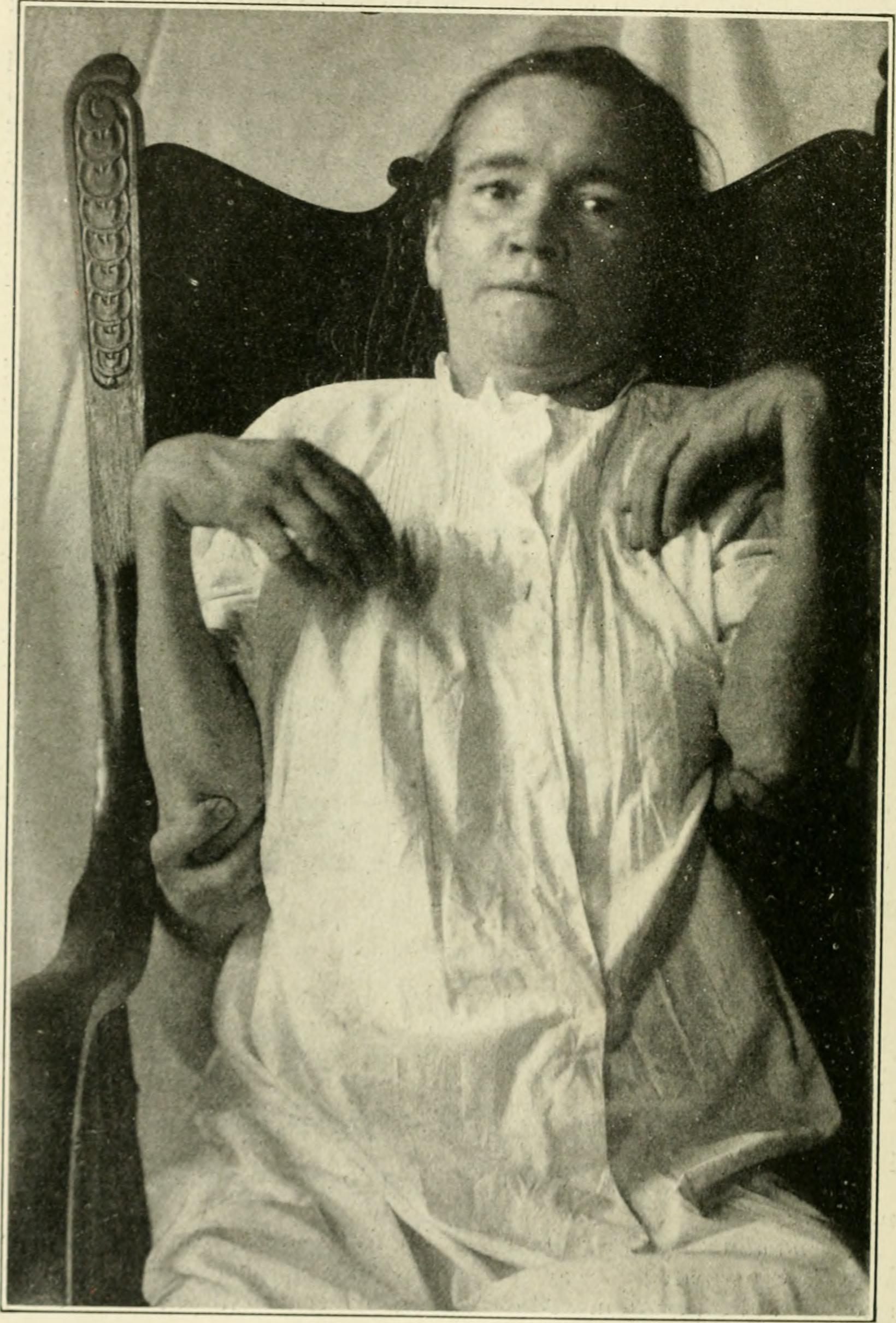
polineuropatía degenerativa

Polineuropatía o polineuritis es una neuropatía o inflamación de varios nervios periféricos al mismo tiempo. Es una afección neurológica frecuente y compleja, con una prevalencia estimada de 2-8 % de la población adulta. El diagnóstico etiológico de un paciente con polineuropatía supone a menudo un desafío para el médico, ya que incluso tras una intensa batería de exploraciones complementarias en el 10-20 % de los casos no se logra identificar una causa, sobre todo si la polineuropatía es de tipo axonal. La mayoría de las personas que padecen de esta enfermedad presentan dolor de características neuropáticas.
Este es un término amplio, que hace referencia a las enfermedades tanto inflamatorias (polineuritis) como degenerativas (polineuropatía) del sistema nervioso periférico, es decir que afectan varios nervios periféricos de una forma habitualmente simétrica, difusa y distal, sin sistematización radicular y de presentación gradual. Generalmente, la afectación es sensitiva, motora y vegetativa aunque predomine alguna de ellas entre las distintas variedades clínicas.

## Polineuropatías más frecuentes

### Polineuropatía alcohólica
Esta polineuropatía se trata de una sensitivomotora subaguda observada con frecuencia en alcohólicos crónicos.
- Etiopatogenia. Antiguamente se pensaba que se trataba de una polineuropatía carencial por la falta de vitamina B, pero algunos experimentos realizados sugieren un efecto neurotóxico del etanol.
- Histopatogenia. Esta enfermedad produce degeneración axonal primitiva distal y retrógrada de las fibras mielínicas y amielínicas con desmielinización secundaria.
- Clínica.  En este caso los pacientes presentan pérdida de fuerza muscular distal en ambas extremidades inferiores. En algunas ocasiones se afectan las extremidades superiores y raramente, los pares craneales. Consiste en una parálisis flácida con afectación de los reflejos rotuliano y/o aquíleo.

Los trastornos tróficos aparecen en forma de atrofia muscular que puede provocar retracciones músculo-tendinosas. Además se observa una piel seca y escamosa.
- Tratamiento. Es fundamental suprimir el consumo de alcohol y complementarse con complejos vitamínicos B.
- Pronóstico. Suele remitirse en 6 meses si se hace un tratamiento correcto a este problema, aunque la recuperación depende de la gravedad. Puede presentar una mejoría al cabo de meses o entre 2 a 3 años.

### Polineuropatía diabética
Esta polineuropatía aparece en personas diabéticas de más de 50 años y suele presentarse de dos formas: polineuropatía distal simétrica y mononeuropatía múltiple.

#### Polineuropatía distal simétrica
Es la más común y se caracteriza por combinar una clínica sensitiva, motora y autónoma. Los pacientes presentan una sensación anormal de los sentidos o de la sensibilidad general que se traduce como un hormigueo, sobre todo en las noches y pueden presentar problemas tróficos de piel y de las articulaciones. A la exploración, se observa arreflexia aquílea y leve debilidad muscular que junto a los trastornos sensitivos provocan una marcha atáxica, que se caracteriza porque el individuo camina de manera inestable y le falta coordinación.

#### Mononeuropatía múltiple
Afecta a pacientes mayores con trastorno diabético leve y se manifiesta clínicamente por dolor agudo en la región lumbar y en la cadera, generalmente en las noches. Además, la sensibilidad suele afectarse levemente. Se presentan trastornos del esfínter y debilidad en los músculos..

### Polineuropatía inflamatoria
- Polineuropatía inflamatoria desmielinizante
- Polineuropatía desmielinizante inflamatoria crónica